# SNAV
La SNAV (Società Navigazione Alta Velocità) è un gruppo armatoriale privato, facente capo all'armatore napoletano Gianluigi Aponte, proprietario della Mediterranean Shipping Company. L'attuale composizione societaria deriva dalla fusione di più società, tra cui AliSnav, Aliscafi Snav e Jet Marine Line.

## Storia
La SNAV aliscafi venne fondata nel 1958 da Carlo Rodriquez, proprietario degli omonimi cantieri navali di Messina, in seguito al successo del primo aliscafo, il Freccia del Sole, per operare con gli aliscafi di propria produzione e dimostrare la propria vitalità commerciale. Il primo servizio commerciale fu istituito tra la Sicilia e il continente italiano operando sullo stretto di Messina, ma rapidamente fu esteso ad altre rotte.
SNAV con una numerosa flotta di aliscafi, catamarani e traghetti tradizionali collega la penisola con le principali isole italiane: Capri, Ischia, Procida, stagionalmente anche le isole Pontine, isole Eolie e la Croazia.
Nel 2011 Gianluigi Aponte con SNAV acquisisce il 50% del capitale di Grandi Navi Veloci, diventandone l'azionista di maggioranza, creando così uno dei più grandi gruppi armatoriali del mediterraneo.

## Flotta
| Nome          | Immagine | Bandiera | Numero IMO       | Tipo         | Anno di costruzione | Velocità in nodi | Capacità passeggeri              | Note                     |
| ------------- | -------- | -------- | ---------------- | ------------ | ------------------- | ---------------- | -------------------------------- | ------------------------ |
| MSC Aurelia   |          |          | 7602120          | Cruise Ferry | 1980                | 16               | 2.280                            | Già Aurelia per Tirrenia |
| Don Francesco |          | 9229740  | Catamarano       | 2000         | 37                  | 700              | Noleggiato a Laziomar            |                          |
| SNAV Virgo    |          | 9166182  | Traghetto veloce | 1999         | 30                  | 520              | Già Isola di Capraia per Caremar |                          |
| SNAV Polaris  |          | 1091214  | Monocarena       | 2025         | 41                  | 750              |                                  |                          |
| SNAV Sirius   |          | 1040887  | Monocarena       | 2024         | 41                  | 750              |                                  |                          |
| SNAV Orion    |          | 9305922  | Monocarena       | 2005         | 37                  | 680              |                                  |                          |
| SNAV Rigel    |          | 9276420  | Aliscafo         | 2005         | 40                  | 220              | Noleggiato a Laziomar            |                          |
| Eraclide      |          | 9309875  | Aliscafo         | 2005         | 40                  | 220              | Noleggiato a Caremar             |                          |
| SNAV Aquila   |          | 9059171  | Catamarano       | 1993         | 33                  | 300              |                                  |                          |
| SNAV Alcione  |          | 9038957  | Catamarano       | 1991         | 33                  | 300              |                                  |                          |
| SNAV Antares  |          | 8911853  | Catamarano       | 1990         | 32                  | 300              |                                  |                          |
| SNAV Altair   |          | 8911865  | Catamarano       | 1990         | 32                  | 300              |                                  |                          |
| SNAV Aries    |          | 8807492  | Catamarano       | 1988         | 32                  | 300              |                                  |                          |
| Super Jumbo   |          | 7918165  | Aliscafo         | 1981         | 33                  | 180              |                                  |                          |

### Unità in costruzione
| Nome | Tipologia         | Lunghezza | Passeggeri | Velocità max in nodi | Cantiere di costruzione | Note |
| ---- | ----------------- | --------- | ---------- | -------------------- | ----------------------- | ---- |
|      | Monocarena TMV 58 | 58 m      | 650        | 41                   | Intermarine Messina     |      |

### Flotta del passato
| Nome               | Immagine | Numero IMO | Tipo       | Anni di servizio | Note |
| ------------------ | -------- | ---------- | ---------- | ---------------- | --- |
| Freccia Atlantica  |          | 5329932    | Aliscafo   | 1967-1995        | |
| Freccia di Sicilia |          | 6409674    | Aliscafo   | 1977-2004        | |
| Freccia di Lipari  |          | 5410092    | Aliscafo   | 1962-1994        | Demolito nel 1994 |
| Fast Blu           |          | 8310982    | Aliscafo   | 1992-2012        | Demolito nel 2012 |
| Panarea            |          | 8920660    | Aliscafo   | 1990-2008        | |
| Salina             |          | 8920658    | Aliscafo   | 1990-2008        | |
| SNAV Aldebaran     |          | 9048718    | Catamarano | 1996-2005        | Venduto nel 2005 alla Ustica Lines. Demolito nel 2016 a Trapani.                                                                                        |
| SNAV Alexa         |          | 9122174    | Catamarano | 1997-2004        | Il 12 agosto 2001 si è incagliato sugli scogli delle Formiche, al largo dell'isola di Panarea, subendo danni irreparabili. Demolito nel 2004 a Palermo. |
| Sicilia Jet        |          | 9150999    | Catamarano | 1997-2004        | Attuale Tarifa Jet della compagnia FRS Iberia |
| SNAV Auriga        |          | 8911372    | Catamarano | 2001-2011        | |
| Snav Alfa          |          | 8921937    | Catamarano | 2001-2011        | Attuale Binimi Blue Marlin della compagnia Baleària |
| Snav Aquarius      |          | 9008809    | Catamarano | 2001-2005        | Venduto nel 2005 alla Ustica Lines (oggi Liberty Lines)                                                                                                 |
| Snav Andromeda     |          | 8708402    |            | 1988 - 2017      | |
| Snav Aurora        |          | 8911360    | Catamarano | 1990-2018        | Attuale Sea Star Lindos per Makri Travel |
| SNAV Campania      |          | 7360710    | Ro-Pax     | 2002-2010        | Demolite nel 2010 ad Alang (India) |
| SNAV Sicilia       |          | 7333822    | Ro-Pax     | 2002-2010        | Demolite nel 2010 ad Alang (India) |
| Croazia Jet        |          | 9140918    | Catamarano | 2002-2015        | Venduto alla SeaJets nel 2015 e ribattezzato come Speed Jet, attualmente in disarmo nel porto di Calcide                                                |
| SNAV Orion         |          | 9048720    | Catamarano | 2002-2015        | |
| Pescara Jet        |          | 8919506    | Catamarano | 2005-2016        | Attuale Atlantic Express |
| SNAV Lazio         |          | 8712520    | Ro-Pax     | 2005-2017        | Passata alla Grandi Navi Veloci, ha cambiato nome in GNV Cristal                                                                                        |
| SNAV Sardegna      |          | 8712518    | Ro-Pax     | 2005-2017        | Passata alla Grandi Navi Veloci, ha cambiato nome in GNV Atlas                                                                                          |
| SNAV Toscana       |          | 7826790    | Ro-Pax     | 2008-2017        | Passata alla Grandi Navi Veloci, ha cambiato nome in GNV Azzurra                                                                                        |
| Clipper Racer      |          | 9119397    | Ro-Ro      | 2010             | Attuale Helliar |
| Finnforest         |          | 9119397    | Ro-Ro      | 2010-2011        | Demolita a settembre 2011 ad Alang (India) |
| SNAV Campania      |          | 8002640    | Ro-Ro      | 2010-2012        | Demolita a settembre 2012 ad Aliağa (Turchia) |
| SNAV Shaula        |          | 8324971    |            | 2014-2020        | Venduto a Caremar nel 2020 |
| SNAV Adriatico     |          | 8416308    |            | 2013-2022        | Passata alla Grandi Navi Veloci, ha cambiato nome in GNV Blu                                                                                            |

## Linee

### Solo SNAV

#### Golfo di Napoli
- Napoli Beverello ↔ Casamicciola
- Napoli Beverello ↔ Procida
- Napoli Beverello ↔ Capri
- Casamicciola ↔ Procida
- Capri ↔ Sorrento (stagionale estiva)
- Capri ↔ Castellammare di Stabia (stagionale estiva)

#### Isole Pontine
- Napoli Beverello ↔ Casamicciola ↔ Ventotene ↔ Ponza (stagionale estiva, solo nel weekend)

#### Isole Eolie
- Napoli Mergellina ↔ Stromboli ↔ Panarea ↔ Salina ↔ Vulcano ↔ Lipari (stagionale estiva)

#### Croazia
- Ancona ↔ Spalato (stagionale estiva)

### SNAV e GNV

#### Marocco
- Genova ↔ Tangeri (48 h) (bisettimanale, via Barcellona)

#### Sardegna
- Genova ↔ Porto Torres (11 h) (stagionale)

#### Sicilia
- Genova ↔ Palermo (20 h)
- Civitavecchia ↔ Palermo (12 h)
- Civitavecchia ↔ Termini Imerese (12 h)
- Napoli ↔ Palermo (11 h)

#### Spagna
- Genova ↔ Barcellona (18 h)

#### Tunisia
- Genova ↔ Tunisi (24 h)
- Civitavecchia ↔ Tunisi (24 h, via Palermo)
- Palermo ↔ Tunisi (10 h 30 m)

#### Albania
- Bari ↔ Durazzo (8 h, svolta con navi GNV esclusivamente durante il periodo estivo. Durante il resto dell'anno, il servizio è espletato in collaborazione con Adria Ferries)